# رسول بخشی دستجردی
رسول بخشی نماینده حوزه انتخابیه اصفهان و ورزنه در مجلس شورای اسلامی است. وی در دوازدهمین انتخابات مجلس شورای اسلامی که در تاریخ ۱۱ اسفند ۱۴۰۲ برگزار شد، با کسب ۱۱۱۴۴۱ رأی، به عنوان نفر چهارم از حوزه انتخابیه اصفهان انتخاب و به مجلس راه یافت.  وی دارای مدرک کارشناسی علوم اقتصادی از دانشگاه اصفهان، کارشناسی ارشد اقتصاد توسعه از دانشگاه تهران و دکتری اقتصاد پولی از دانشگاه اصفهان است و به‌عنوان عضو هیئت علمی گروه اقتصاد دانشگاه اصفهان فعالیت می‌کند.
وی عضو هیئت علمی دانشگاه اصفهان، و متخصص در زمینه اقتصاد کلان و اقتصاد پولی است.  بخشی نظریه بهره صفر را در حوزه نظام بانکی در ایران مطرح کرده است. نظریه بهره صفر یک‌ نسخه ضد تورمی برای سیستم بانکی فعلی در ایران می باشد.  بخشی، تورم را ناشی از بهره پول می داند.
وی در برنامه خبری زنده شبکه دوم سیما تاریخ هفتم اسفند هزار و چهارصد سه بیان کرد خرید طلا خانه و دلار باید جرم انگاری شود چون در روسیه کمونیستی جرم است.